# Klaus Eckel

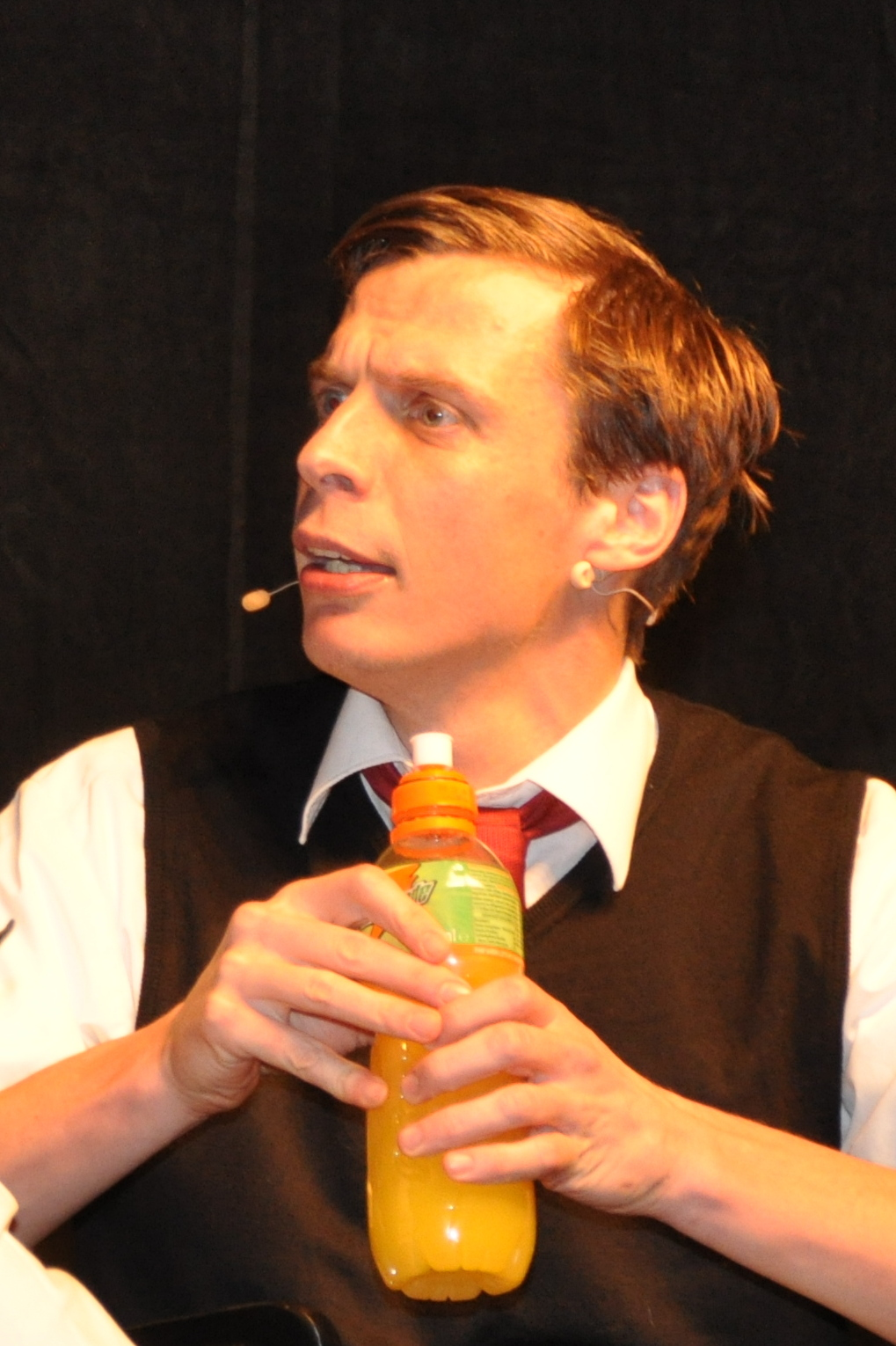
Klaus Eckel (2013 im Programm "99")

Klaus Eckel (* 1. Mai 1974 in Wien) ist ein österreichischer Kabarettist.

## Leben
Der aus dem 19. Wiener Gemeindebezirk Döbling stammende Klaus Eckel war ursprünglich beruflich als Logistiker tätig. Da er seine Büroarbeit als nicht befriedigend empfand, begann er 2001, kabarettistische Texte zu verfassen und das Ergebnis vor einem aus Freunden bestehenden Publikum zu spielen. Im selben Jahr trat er mit dem „Demo-Programm“ Umschulung zum Kabarettisten beim Grazer Kleinkunstvogel auf und errang den zweiten Platz, kurze Zeit später ging er als Sieger bei zwei weiteren Kleinkunstwettbewerben hervor. Seit 2002 wirkt er bei der Langen Nacht des Kabaretts mit.
Nachdem Eckel seinen Beruf als Logistiker bereits aufgegeben hatte, schrieb er weitere Programme und trat auch in Deutschland, der Schweiz und in Liechtenstein auf. Fernsehauftritte hatte er beispielsweise im Quatsch Comedy Club und in der Anstalt. Er gewann zahlreiche Preise im In- und Ausland, unter anderem den Salzburger Stier und den Österreichischen Kabarettpreis. Manchmal spielt er gemeinsam mit Kollegen wie Thomas Stipsits, Pepi Hopf und Günther Lainer.
2010 stellte er sein sechstes Programm Alles bestens, aber… vor und wirkte in der 8-teiligen ORF-Comedyserie Burgenland ist überall mit. Daneben schreibt er Kolumnen für das vormagazin des Verkehrsverbundes Ost-Region. Im September 2013 feierte sein neues Programm Weltwundern Premiere. Im November und im Dezember 2013 war er auf ORF eins in der Fernsehprogrammschiene DIE.NACHT mit dem vorerst auf sechs Folgen angelegten Comedy-Talk Eckel mit Kanten aus dem CasaNova Vienna zu sehen. Im Mai und Juni 2015 wurden sechs weitere Folgen von Eckel mit Kanten ausgestrahlt.
Im Jänner 2015 feierte die von Klaus Eckel geschriebene Komödie Après Ski – Ruhe da oben! im Wiener Stadtsaal unter der Regie von Bernhard Murg Premiere. Thomas Mraz verkörperte in diesem Einpersonenstück einen Skifahrer, der auf einem Sessellift vergessen wird. Zur ORF/BR-Komödie Eigentlich sollten wir, die unter der Regie von Harald Sicheritz entstand, schrieb er gemeinsam mit Thomas Mraz das Drehbuch.

## Diskographie
- 2011: Alles bestens, aber… (DVD)
- 2009: Not sucht Ausgang (DVD)

## Programme
- 2022: Wer langsam spricht, dem glaubt man nicht
- 2019: Ich werde das Gefühl nicht los
- 2016: Zuerst die gute Nachricht
- 2013: Weltwundern
- 2012: 99 (gemeinsam mit Günther Lainer)
- 2010: Alles bestens, aber…
- 2008: Not sucht Ausgang
- 2006: Helden des Alltags
- 2004: Schlaraffenland
- 2003: Hoffnungsträger für eine Nacht
- 2001: Ich Eckel Euch an

## Publikationen
- 2013: Vielleicht hat Gott nur ein Burn-out, Echomedia-Buchverlag, Wien 2013, ISBN 978-3-902900-24-1
- 2016: Après Ski: Ruhe da oben!, Komödie, Schultz & Schirm Bühnenverlag, Wien 2016, ISBN 978-3-9503907-2-8
- 2021: AllerDings, Schultz & Schirm Bühnenverlag, Wien 2021, ISBN 978-3-9503907-5-9
- 2025: In meinem Kopf möchte ich nicht wohnen: Texte, Carl Ueberreuter Verlag, Wien 2025, ISBN 978-3-8000-7887-5.

## Filmografie (Auswahl)
- 2024: Eigentlich sollten wir (Fernsehfilm, Drehbuch)

## Auszeichnungen
- 2019: Österreichischer Kabarettpreis (Hauptpreis)[8]
- 2019: Ybbser Spaßvogel[9]
- 2014: Förderpreis der Stadt Mainz zum Deutschen Kleinkunstpreis[10]
- 2010: Deutscher Kabarettpreis Förderpreis
- 2008: Österreichischer Kabarettpreis Förderpreis
- 2007: Salzburger Stier (österreichischer Preisträger)
- 2007: Stuttgarter Besen (in Silber, geteilt mit Marc-Uwe Kling, sowie Publikumspreis)
- 2006: Leipziger Löwenzahn (Sieger der Leipziger Lachmesse 2006)
- 2005: Scharfrichterbeil (Sieger Scharfrichterbeil)
- 2004: Goldener Kleinkunstnagel (Sieger Kleinkunstnagel)
- 2004: Hirschwanger Wuchtel (1. Platz Jurywertung)
- 2004: Österreichischer Kabarettförderpreis (Sieger mit Die Lange Nacht Des Kabaretts)
- 2001: Goldener Kleinkunstnagel (Sieger Neulingsnagel)
- 2001: Kärntner Kleinkunstdrachen (Sieger Publikumspreis)